# Mireille Sankatsing
Mireille Sankatsing (manchmal auch Sankaatsing; * 15. September 1969) ist eine ehemalige Leichtathletin aus Suriname.

## Leben
Sie vertrat ihr Land über 800 Meter bei den Leichtathletik-Juniorenweltmeisterschaften 1986, den Panamerikanischen Spielen 1987, den Leichtathletik-Weltmeisterschaften 1987 und den Leichtathletik-Juniorenweltmeisterschaften 1988. Bei den Juniorenweltmeisterschaften 1986 nahm sie auch an den 1500 Metern teil. Sankatsing nahm auch an der Sommer-Universiade 1993 über 400 Meter teil und wurde im Finale Sechste mit einer Zeit von 54,87 Sekunden.
Von 1989 bis 1992 besuchte sie die Eastern Michigan University. 1992 wurde sie die erste nationale Meisterin in der Leichtathletik der Frauen, als sie bei den NCAA-Hallenmeisterschaften die 800 Meter in einer Zeit von 2:03,47 Minuten gewann, der schnellsten Zeit einer Studentin in dieser Saison. Sie ist mit Kevin Smith verheiratet, der die Amerikanischen Jungferninseln bei den Olympischen Sommerspielen 1992 über 200 Meter vertrat.